# NŠ Mura
NŠ Mura é uma equipe eslovena de futebol com sede em Murska Sobota. Disputa a primeira divisão da Eslovênia (Campeonato Esloveno de Futebol), que venceu em 2020–21.
É o clube sucessor dos clubes NK Mura e ND Mura 05 que foram extintos devido a problemas financeiros.
Seus jogos são disputados no Fazanerija, que possui capacidade para 3.782 espectadores.

## História
Após a temporada de 2012–13, o antigo ND Mura 05 passou por dificuldades financeiras e foi dissolvido. O clube recém-criado usou seu clube de jovens para registrar uma equipa para a temporada 2013-14 sob o nome de NŠ Mura. Na sua primeira temporada disputaram a 1. MNL Murska Sobota (quarta divisão), onde terminou em segundo lugar e foi promovido à Terceira Liga Eslovena. Em 2016–17 e 2017–18, Mura conseguiu promoções consecutivas para alcançar a primeira divisão do futebol esloveno pela primeira vez. Em 2018-19, o clube terminou em quarto lugar na PrvaLiga e se classificou para a Liga Europa da UEFA, sua primeira competição europeia. O clube conquistou o seu primeiro grande título em 2020, derrotando o Nafta 1903, da segunda divisão, na final da Taça de Futebol da Eslovénia em 24 de junho.
Em 2020–21, Mura ganhou seu primeiro título da liga nacional eslovena depois de vencer o Maribor por 3–1 na jornada final da temporada e terminou com o mesmo número de pontos que o Maribor, vencendo no confronto direto.